# Taki no shiraito
Taki no shiraito (滝の白糸) è un film del 1933 diretto da Kenji Mizoguchi.

## Trama
Taki no Shiraito, con il suo numero di giocoleria acquatica, è l’attrazione principale di una compagnia di artisti circensi girovaghi, amata dal pubblico e nota anche per la sua non comune bellezza.
Un giorno del 1890, ad una tappa della tournée, ella incontra Kin-san, un ex-studente di diritto che ha dovuto abbandonare gli studi per mancanza di denaro. Fra di loro nasce l’amore, e Shiraito si prefigge, come scopo della sua vita, di finanziare gli studi dell’amato, che parte per Tokyo per continuare la propria istruzione, mentre lei continua a girare il paese con lo spettacolo itinerante, fino ad un futuro in cui i due si sposeranno.
Shiraito manda regolarmente del denaro a Kin-san, ma, due anni dopo, quando arrivano tempi difficili per la compagnia di artisti, è costretta a diminuire ed infine interrompere il finanziamento. Si rivolge allora, disperata, all’usuraio Gozo Iwabuchi, che le dà una notevole somma di denaro in cambio di una prestazione sessuale.
Di ritorno dalla casa dell’usuraio, Shiraito viene scippata da un gruppo di malviventi mascherati, e sviene. Quando riprende i sensi, nota a terra vicino a sé uno dei coltelli del suo collega Minami, lanciatore di coltelli, e capisce che quest’ultimo era in combutta con Gozo. Raccoglie l’arma e torna quindi a casa dell’usuraio, e, nella colluttazione che segue, Gozo rimane accoltellato a morte, mentre Shiraito fugge dopo essersi impossessata del denaro presente in casa.
Con la polizia sulle sue tracce, Shiraito si reca a Tokyo in treno, per rivedere, dopo tre anni, Kin-san. L’uomo, che ha dovuto interrompere di nuovo gli studi a pochi passi dal conseguimento del diploma, è assente, e Shiraito lascia il denaro per lui alla padrona di casa. Poi viene arrestata, come anche Minami, il cui coltello è stato trovato sulla scena del crimine.
Qualche tempo dopo, sui giornali la notizia dell’arresto della star Shiraito fa scalpore, e si rende noto l’arrivo, per il processo, di un nuovo brillante pubblico ministero di Tokyo. Kin-san è il nuovo pubblico ministero, e, quando incontra l’amata Shiraito in veste di imputata, vorrebbe rinunciare alla carriera appena iniziata, resa peraltro possibile, con l’infine conseguita laurea, dal denaro che Shiraito ha sottratto a Gozo.
I due convengono allora sull’opportunità che Kin-san compia fino in fondo il proprio lavoro, perché solo in tal modo verranno ripagati lo scopo di Shiraito ed i sacrifici che ha compiuto per l’amato. Al processo Shiraito racconta l’intera verità (solo non rivelando il nome di Kin-san), e, dopo la condanna, si toglie la vita. Così come farà, di lì a poco, Kin-san.